# Darrick Morris
Darrick Morris (Siracusa, Estados Unidos, 15 de julio de 1995) es un futbolista estadounidense nacionalizado croata. Juega de defensor y su equipo actual es el Dinamo Zagreb de la Prva HNL.

## Selección
| Selección        | País    | Año  | PJ | Goles |
| ---------------- | ------- | ---- | -- | ----- |
| Selección Sub-17 | Croacia | 2012 | 2  | 0     |

## Clubes
| Club          | País    | Año           | PJ | Goles |
| ------------- | ------- | ------------- | -- | ----- |
| Dinamo Zagreb | Croacia | 2015-presente | 50 | 0     |